# Berto Poosen
Berto Poosen (Vlijtingen, 27 februari 1944 – Genk, 26 februari 2012) was een Belgisch volleyballer. 

## Levensloop
Tijdens zijn carrière speelde hij voor Sparvoc Lanaken, VC Maaseik en Hörmann Genk.
Daarnaast was hij actief bij het Belgisch volleybalteam, waarmee hij onder meer deelnam aan de Olympische Zomerspelen van 1968. Hij speelde mee in zes van hun negen wedstrijden. België eindigde er uiteindelijk op de achtste plaats. In totaal verzamelde hij 230 caps bij de nationale ploeg.
Zijn zoon Raf was eveneens actief in het volleybal.